# Фотиево крещение

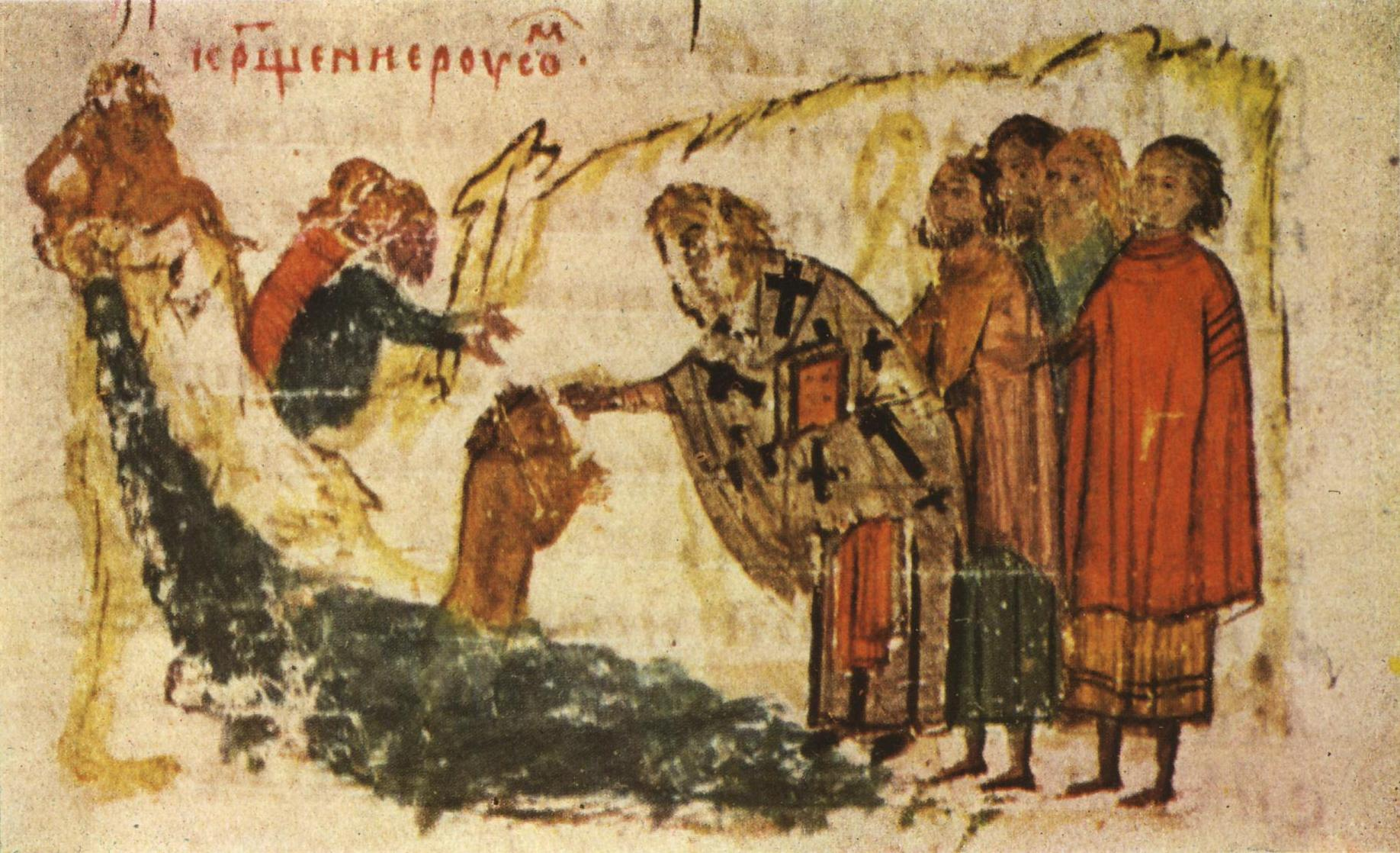
«Крещение русов». Миниатюра из Московского списка 1345 года среднеболгарского перевода хроники Константина Манассия

Фотиево крещение Руси (Аскольдово крещение Руси, Первое крещение Руси) — термин в историографии, под которым понимается первая попытка христианизации Руси при Аскольде и Дире.
Масштабный поход руси на Константинополь летом 860 года принято связывать с первым крещением Руси. Русы жестоко разграбили окрестности Константинополя. Нападение наблюдал патриарх Фотий I, описавший эти события в гомилиях «На нашествие росов». Чтобы защитить столицу, вдоль её стен был проведён крестный ход с облачением Богородицы. В результате русы ушли в отступление, и спустя некоторое время, как записано в хронике Продолжателя Феофана (около 950), прислали посольство с просьбой крестить их. В «Окружном послании» (866/867), адресованном восточным патриархам, Фотий писал, что русы «переменили языческую и безбожную веру, в которой пребывали прежде, на чистую и неподдельную религию христиан» и поставили себя «в положение подданных и гостеприимцев вместо недавнего разбоя и великого дерзновения против нас»; что русы приняли «у себя епископа и пастыря и с великим усердием и старанием предаются христианским обрядам».
«Повесть временных лет» ошибочно относит поход руси 860 года на Константинополь к 866 году и сообщает, что его возглавляли киевские князья Аскольд и Дир. Над могилой Аскольда, предположительно, во второй половине XI века был поставлен храм во имя Николая Чудотворца. Это дало почву для предположений, что Аскольду и Диру принадлежала идея крещения Руси. В Никоновской летописи XVI века, которая соединила различные источники, Аскольду и Диру приписано несколько походов на Царьград, а также содержится сообщение о крещения Руси при «князи Рустемъ Осколде», в достоверности которого многие исследователи, однако, сомневаются.
Крещение сопровождалось созданием на Руси епископии или архиепископии, которая впоследствии погибла. Ю. М. Брайчевский называл это событие Аскольдово крещение. По его мнению, отсутствие в иностранных источниках сведений о крещении Руси при Владимире было связано с тем, что впервые официальный акт введения христианства на Руси произошёл в 860 году. После убийства Аскольда в 882 году христианство перестало быть государственной религией, но с точки зрения других стран Русь оставалась христианской страной.
Предполагается, что первым епископом Руси, которого патриарх Фотий направил к русам из Константинополя около 867 года, был святитель Михаил. Глубоких последствий для христианизации Руси фотиево крещение не имело. Едва утвердившееся в стране христианство было сметено языческой реакцией после захвата Киева Олегом. Предположительно, в эти годы малочисленная община христиан существовала нелегально.
В поздней византийской традиции крещение Руси приписывается императору Василию I Македонянину (867—886) и патриарху Игнатию (847—858, 867—877). «Жизнеописание императора Василия», которое составил, предположительно, в середине X века внук последнего Константин VII Багрянородный, Василий представлен как просветитель славян, в частности, «щедрыми раздачами золота, серебра и шелковых одеяний он также склонил к соглашению неодолимый и безбожный народ росов, заключил с ними мирные договоры, убедил приобщиться к спасительному крещению и уговорил принять рукоположенного патриархом Игнатием архиепископа, который, явившись в их страну, стал любезен народу…». Затем приведено повествование о чуде неопалимого Евангелия: по просьбе русов книга была брошена проповедником в костер, а когда пламя погасло, она осталась невредимой. Испугавшись этого знамения, язычники крестились. Это «второе» крещение русов исследователями обычно относится ко времени около 874 года.
Связь первого и второго крещений учёными рассматривается с разных точек зрения. М. В. Левченко, О. М. Рапов и М. В. Бибиков считали, эти события результатом различных миссий. М. С. Грушевский и В. А. Пархоменко предполагали, что в результате первого крещения была христианизирована гипотетическая Причерноморская Русь, в результате второго — Киевская Русь. По мнению Е. Е. Голубинского, Л. Мюллера, А. В. Назаренко и Ю. А. Артамонова, Константин Багрянородный приписал своему деду заслугу Михаила III. Об участии патриарха Фотия в христианизации Руси может свидетельствовать заглавие Церковного устава Владимира («Устав князя Владимира о десятинах, судах и людях церковных») XI—XII веков, согласно которому князь Владимир Святославич «усприял есмь крещение святое от… Фотея патриарха».